# السانية (قرية سودانية)
قرية السانية في محافظة المناقل ولاية الجزيرة، تقع وسط مشروع الجزيرة، فيها مدارس أساسية وثانوي وتمهيدي وروضة، يبلغ عدد سكانها 3000 نسمة، معظمهم من الطبقة الوسطى تاسيس القرية يرجع إلى أربعمائة سنة وتبعد عن العاصمة الخرطوم مائة وأربعون كيلوا بها نادى رياضي تأسس عام 1959م.
اصل كلمة السانية 
معنها البئر العميقة الحفر وما زالت آثاره موجودة قرب مقابر القرية. 
ويعمل معظم سكنها في الزراعة.
معظم السكان ينتمو الي قبيله المسلميه
وينتمي اليها ابنهم البار الاعلامي ابوعبيده عباس 
الذي بدوره ساهم في المشاريع الخدميه في القريه   